# Савино (Кічменгсько-Городецький район)
Са́вино (рос. Савино) — присілок у складі Кічменгсько-Городецького району Вологодської області, Росія. Входить до складу Городецького сільського поселення.

## Населення
Населення — 39 осіб (2010; 49 у 2002).
Національний склад (станом на 2002 рік):
- росіяни — 100 %